# 아봉당스 (치즈)
아봉당스(프랑스어: abondance)는 프랑스 오트사부아주의 코뮌인 아봉당스에서 생산하는 치즈이다. '아봉당스(abondance)', '몽벨리아르드(montbéliarde)', '타랑테즈(tarentaise)' 세 가지 품종 소의 젖으로 만든다.